# Сілосон Молодший
Сілосон Молодший (*Συλοσών, д/н — 515 до н. е.) — тиран Самоса у 538–532 та 522–515 роках до н. е.

## Життєпис
Син самосця Еака. У 538 році до н. е. разом з братами Полікратом та Пантагнотом встановив тиранію над Самосом. Вони розділили острів на три частини. Втім у 532 році до н. е. Полікрат забажав стати одноосібним володарем та спробував вбити братів — Пантагнот загинув, а Сілосону вдалося врятуватися. Він втік до Єгипту, де тоді перебував перський цар Камбіс II. Але спроби Сілосона вмовити Камбіса втрутитися у самоські справці виявилися марними. Водночас Сілосон затоваришував із знатним персом Дарієм Гітаспом (майбутнім царем).
Деякий час мандрував Перською державою. У 525 році до н. е. відправився до м. Сузи, де перебував новий цар Дарій I. Сілосон вмовив свого друга спрямувати війська на о. Самос. Надати допомогу останньому 522 року до н. е. доручено було сатрапу Отану. В цей час на Самосі відбувалася боротьба між братами Маяндрієм, Лікаретом та Харілеєм. Зрештою за значну купу грошей Маяндрій зрікся влади, Лікарет перейшов на бік персів (призначений намісником Лемносу). Лише Харілей намагався боротися, але зазнав поразки і загинув.
Сілосона оголошено володарем Самосу під зверхністю Персії. Увесь час свого правління Сілосон докладав для відродження економіки, господарства й флота, які були знищені в ході громадянських війн та вторгнення персів. У 515 році до н. е. Сілосон помер, передавши владу синові Еаку.